# Martti Rautanen

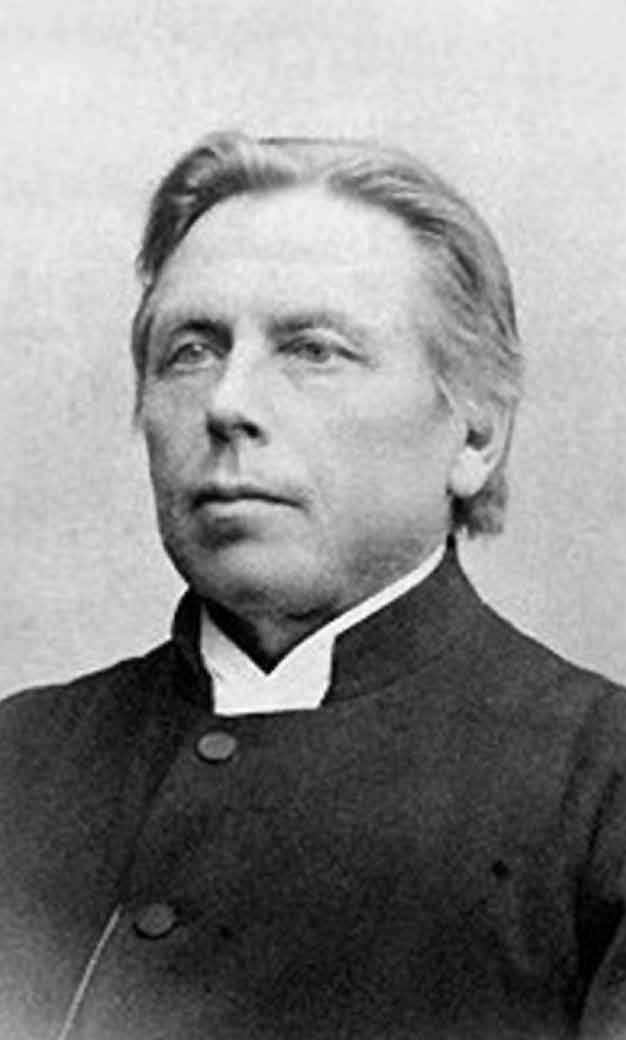
Martti Rautanen (1868)

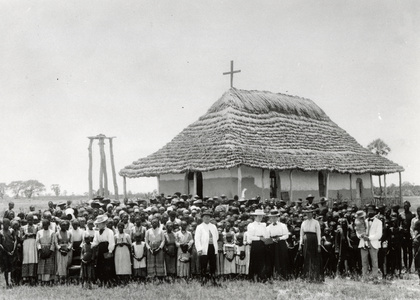
Martti Rautanen und die Gemeinde seiner Missionsstation in Olukonda (1899)

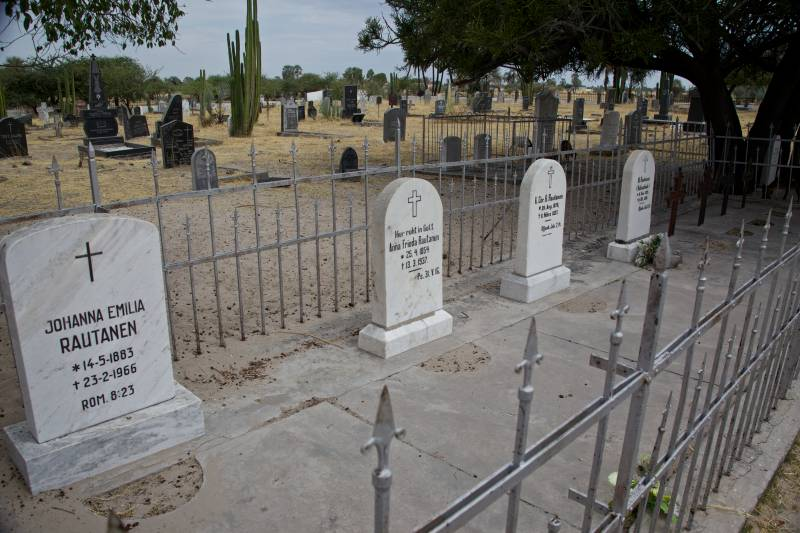
Gräber der Familie Rautanen in Olukonda (M. Rautenen ganz rechts)

Martti „Nakambale“ Rautanen (* 10. November 1845 in Tikopis; † 19. Oktober 1926 in Olukonda) war ein finnischer Missionar der Finnischen Evangelisch-Lutherischen Missionsgesellschaft im südlichen Afrika.
Rautanen übersetzte unter anderem die Bibel (1908 das Alte, 1924 das Neue Testament) ins Oshindonga und gilt als Begründer der Evangelisch-Lutherischen Kirche in Namibia (ELCIN). Er sprach fließend Deutsch, Englisch, Finnisch, Griechisch, Latein, Niederländisch, Oshindonga, Otjiherero und Russisch. 1924 erhielt Rautanen die Ehrendoktorwürde der Universität Helsinki in Theologie.
Im Jahre 1870 kam Rautanen auf Einladung von Carl Hugo Hahn ins heutigen Namibia. Er war dort von 1873 bis 1880 in der Omandongo-Mission beschäftigt, ehe er nach Olukonda ging. 1889 errichtete er zusammen mit Karl August Weikkolin in Olukonda die erste Kirche, Nakambale. 1891 kehrte er in seine Heimat zurück und kam erst 1904 nach Deutsch-Südwestafrika zurück. Er ging bis 1920 seiner Missionsarbeit nach.
Rautanen war mit Anna Frida Friederike Rautanen, geb. Kleinschmidt (1854–1937), aus Rehoboth verheiratet. Sie war eine Tochter des deutschen Missionars Franz Heinrich Kleinschmidt und Hanna Schmelens, der Tochter von Zara und Heinrich Schmelen. Sie hatten fünf Kinder; Heinrich Bernhard Waldemar (1874–1880), Reinhold (1876–1927), Anna Matilde (1878–1956), Johanna Emilia (1883–1956) und Frieda Katharina (1889–1896).
Er und seine Familie fanden auf dem Friedhof von Olukonda ihre letzte Ruhestätte, neben zahlreichen der Ondonga-Könige der Ondonga.
Rautanen ist auf einer Briefmarke der namibischen Post zum 125-jährigen Jubiläum der finnisch-namibischen Beziehungen (1995) verewigt.

## Veröffentlichungen
- Ombiimbeli Ondjapuki. Bible Society of Namibia, 2008. (Bibel auf Oshindonga; online abrufbar)
- Die Ondonga (in Amboland), in: Rechtsverhältnisse von eingeborenen Völkern in Afrika und Ozeanien, S.R. Steinmetz (Hrsg.), Berlin 1903.